# Franța la Jocurile Olimpice de vară din 2012
Franța la Jocurile Olimpice de vară din 2012 de la Londra în perioada 27 iulie - 12 august 2012, a participat cu o delegație de 330 de sportivi care a concurat la 24 de sporturi. S-a aflat pe locul 7 în clasamentul pe medalii.
| Medalii după sport | Medalii după sport | Medalii după sport | Medalii după sport | Medalii după sport |
| ------------------ | ------------------ | ------------------ | ------------------ | ------------------ |
| Sport              | Aur                | Argint             | Bronz              | Total              |
| Natație            | 4                  | 2                  | 1                  | 7                  |
| Judo               | 2                  | 0                  | 5                  | 7                  |
| Caiac-canoe        | 2                  | 0                  | 0                  | 2                  |
| Ciclism            | 1                  | 3                  | 0                  | 4                  |
| Atletism           | 1                  | 1                  | 0                  | 2                  |
| Handbal            | 1                  | 0                  | 0                  | 1                  |
| Tir                | 0                  | 1                  | 1                  | 2                  |
| Taekwondo          | 0                  | 1                  | 1                  | 2                  |
| Tenis              | 0                  | 1                  | 1                  | 2                  |
| Baschet            | 0                  | 1                  | 0                  | 1                  |
| Canotaj            | 0                  | 1                  | 0                  | 1                  |
| Navigație          | 0                  | 0                  | 1                  | 1                  |
| Gimnastică         | 0                  | 0                  | 1                  | 1                  |
| Lupte              | 0                  | 0                  | 1                  | 1                  |
| Total              | 11                 | 11                 | 12                 | 34                 |